# Hemimycena pithya
Hemimycena pithya es una especie de hongo basidiomiceto de la familia Mycenaceae, del orden  Agaricales.

## Sinónimos
- Agaricus lacteus (Upsaliae, 1874)
- Agaricus pithyus (anónimo. 1821)
- Collybia pythia (Quél, 1872)
- Mycena pithya (Mussat, 1900)
- Mycena lactea (Sacc, 1887)